# Minotauro

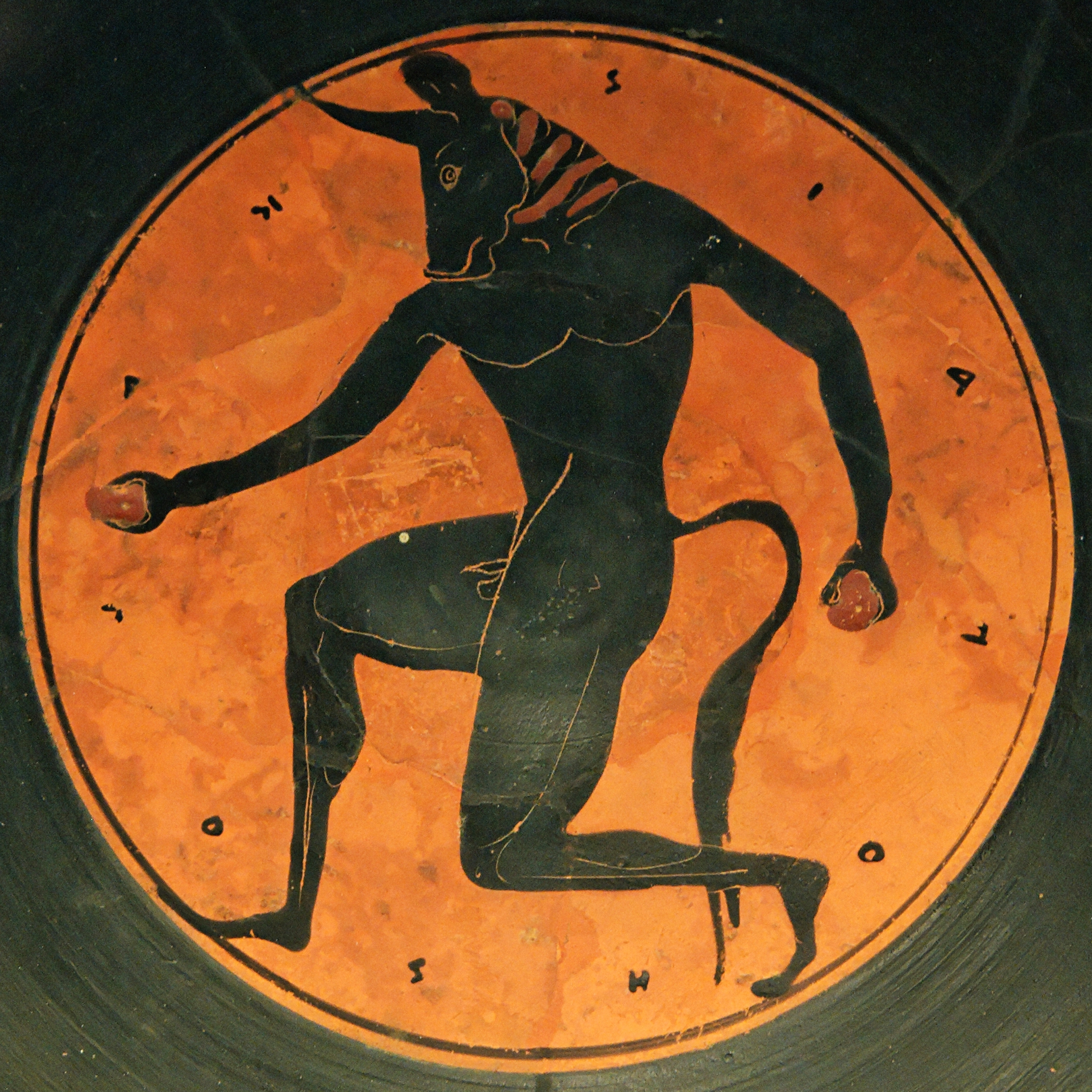
Kylix, ca. 515 a.C., Museo archeologico nazionale di Spagna

Il Minotauro (in greco antico: Μινώταυρος?, Minṓtauros) è una figura della mitologia greca. Figlio del Toro di Creta e di Pasifae, regina di Creta, era un essere mostruoso e feroce, con il corpo di un uomo e la testa di un toro che nacque per volere di Poseidone, il dio del mare, che intendeva punire il re di Creta, Minosse.
Atene, sconfitta da Minosse, fu costretta a pagare un orribile tributo offrendogli ogni anno sette ragazzi e sette ragazze nel labirinto di Cnosso.

## Mito greco: il Minotauro

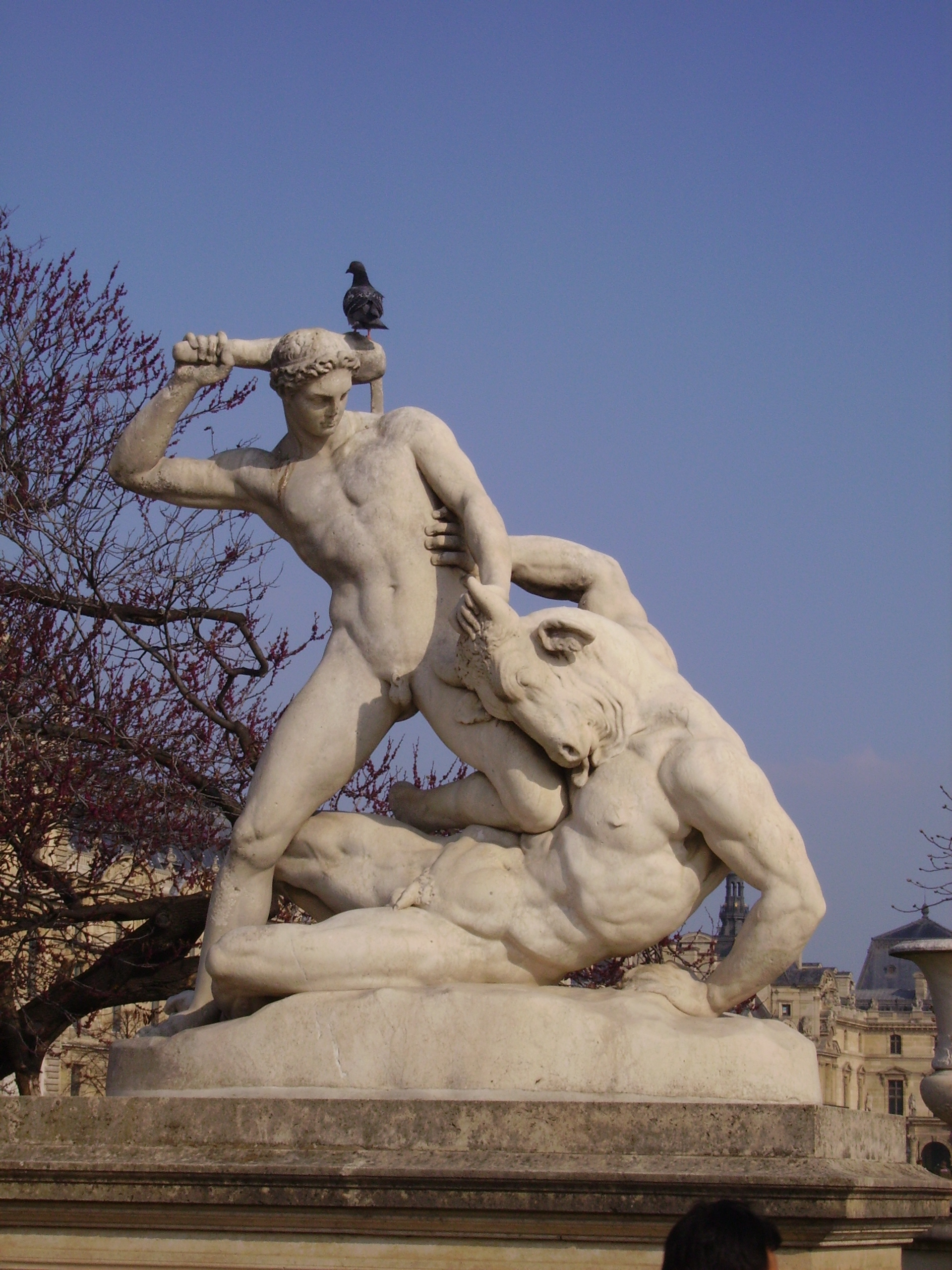
Thésée et le Minotaure, Étienne-Jules Ramey, 1826. Giardino delle Tuileries (Parigi)

Minosse, re di Creta, non era ben visto dalla popolazione cretese in quanto il suo vero padre non era il re precedente, Asterio, bensì Zeus. Il re, disperato, pregò Poseidone, il dio del mare, di inviargli un toro come simbolo dell'apprezzamento degli dei verso di lui in qualità di sovrano, promettendo di sacrificarlo in onore del dio. Poseidone acconsentì e gli donò un bellissimo e possente toro bianco di gran valore. Vista la bellezza dell'animale, Minosse decise di tenerlo per le sue mandrie e ne sacrificò un altro. Poseidone allora, per punirlo, fece innamorare perdutamente Pasifae, moglie di Minosse, del toro di Creta. Ella riuscì a soddisfare il proprio desiderio carnale nascondendosi dentro una giovenca di legno costruita per lei dall'artista di corte Dedalo. Dall'unione mostruosa nacque il Minotauro, termine che unisce, appunto, il prefisso minos ovvero "re" con il suffisso taurus ovvero "toro".
Il Minotauro aveva il corpo umano e bipede, ma aveva zoccoli, pelliccia bovina, coda e testa di toro. Era di carattere selvaggio e feroce, perché la sua mente era completamente dominata dall'istinto animale, avendo la testa di una bestia; in quanto ibrido innaturale, non si nutriva in modo naturale e iniziò pertanto a divorare gli esseri umani. Minosse, per impedirgli di nuocere, fece rinchiudere il violento e crudele Minotauro nel labirinto di Cnosso, costruito da Dedalo. Quando Androgeo, figlio di Minosse, morì ucciso dagli ateniesi infuriati perché aveva vinto troppo ai loro giochi, disonorandoli, Minosse decise, per vendicarsi della città di Atene, sottomessa allora a Creta, che questa dovesse inviare ogni anno sette fanciulli e sette fanciulle da offrire in pasto al Minotauro, che si cibava di carne umana.
Teseo, eroe figlio del re ateniese Egeo, si offrì di far parte dei giovani per sconfiggere il Minotauro. Arianna, figlia di Minosse e di Pasifae, si innamorò di lui. Alla piccola entrata del labirinto, Arianna diede a Teseo il celebre "filo", un gomitolo che gli avrebbe permesso di non perdersi una volta entrato, e una spada per uccidere il Minotauro. Quando Teseo giunse dinnanzi al Minotauro, lo affrontò e lo uccise con la spada. Uscito dal labirinto, Teseo salpò con Arianna alla volta di Atene, montando vele bianche in segno di vittoria. Più avanti, però, abbandonò la fanciulla dormiente sull'isola deserta di Nasso. Il motivo di tale atto è controverso. Si dice che l'eroe abbia abbandonato Arianna per la sua nuova amante Egle, figlia di Panopeo; o che si sentisse in imbarazzo di ritornare in patria con la figlia del nemico; oppure che venne intimorito da Dioniso che, in sogno, gli intimò di lasciarla là, per poi raggiungerla ancora dormiente e farla sua sposa.
Arianna, rimasta sola, iniziò a piangere, finché apparve al suo cospetto il dio Dioniso, che per confortarla le donò una meravigliosa corona d'oro, opera di Efesto, che venne poi, alla sua morte, mutata dal dio in una costellazione splendente: la costellazione della Corona.
Poseidone, adirato contro Teseo, inviò una tempesta che squarciò le vele bianche della nave, costringendo l'eroe ateniese a sostituirle con quelle nere; altre versioni raccontano che per l'eccitazione della vittoria egli si dimenticò di issare le vele bianche, oppure gli fu annebbiata la memoria dagli dei come punizione per aver abbandonato Arianna. Infatti a Teseo, prima di partire, fu raccomandato da suo padre Egeo di portare due gruppi di vele, e di montare al ritorno le vele bianche in caso di vittoria, mentre, in caso di sconfitta, si sarebbero dovute issare quelle nere. Egeo, vedendo all'orizzonte le vele nere, credette che suo figlio fosse stato divorato dal Minotauro e si gettò disperato in mare, che dal suo nome fu poi chiamato mare di Egeo, cioè Mar Egeo.

## Significati dietro al mito
Dietro il mito si celano anche particolari significati che i Greci attribuivano ad alcuni elementi del racconto. Ad esempio il termine Minosse, attribuito al re di Creta, è designato da alcuni studi non come il nome del solo re di Cnosso, ma come il termine genericamente utilizzato per indicare "i sovrani" in tutta l'isola di Creta. Dietro al personaggio del Minotauro si stima la divinizzazione del toro da parte dei Greci, mentre lo sterminato labirinto di Cnosso è simbolo dello stupore provato dai Greci nel vedere le immense costruzioni Cretesi. Alla vittoria di Teseo si attribuisce invece l'inizio del predominio dei Greci sul mar Egeo nonché il trionfo della ragione umana, incarnata da Teseo, sull'istinto animale, rappresentato dal Minotauro.

## Il Minotauro nella Commedia di Dante Alighieri
(Dante Alighieri, Inferno, Canto XII, vv. 11-13)

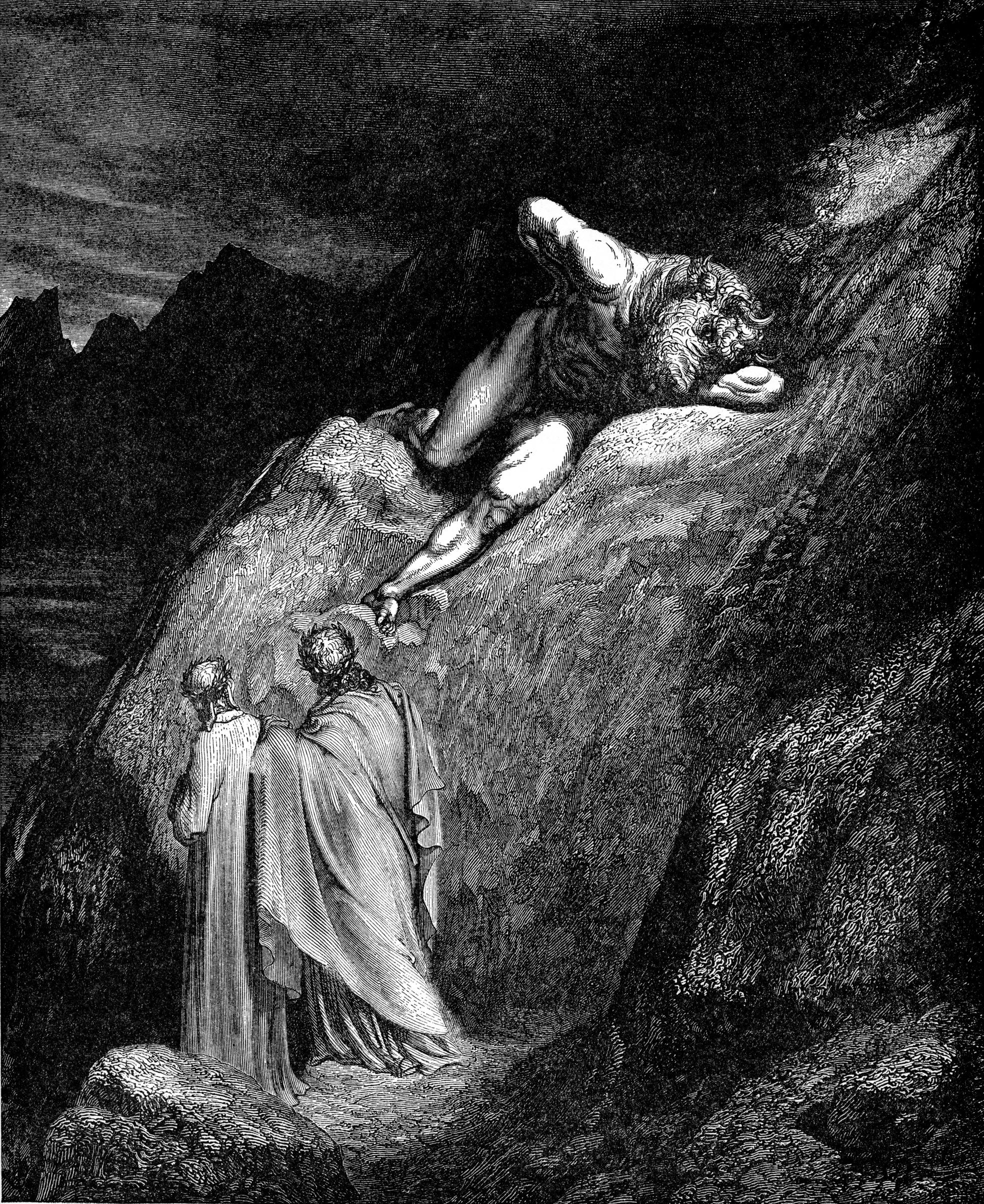
Dante e Virgilio incontrano il Minotauro (Gustave Doré)

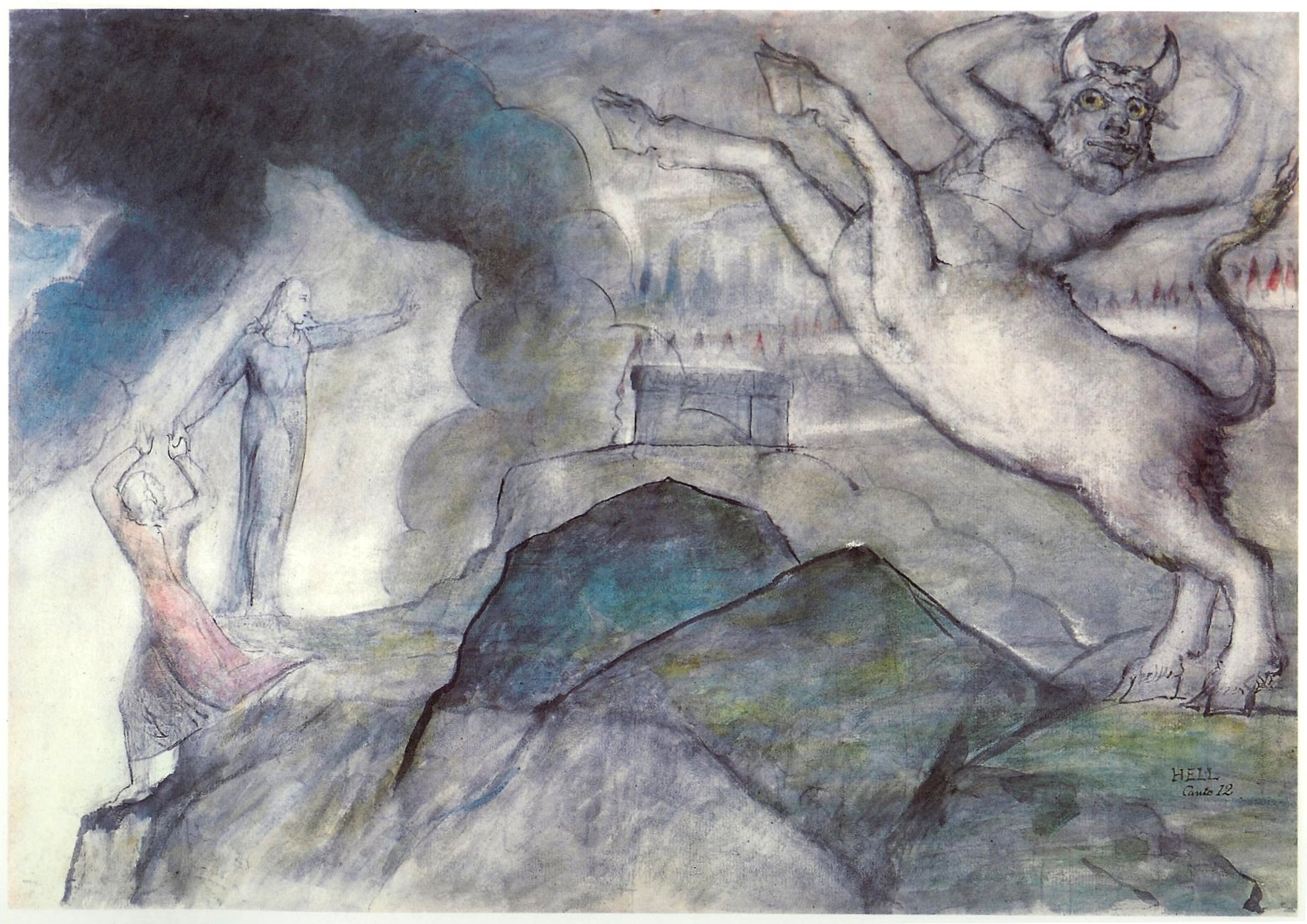
La rappresentazione del Minotauro nell'illustrazione di William Blake del dodicesimo canto dell'Inferno

Il Minotauro appare nella Divina Commedia, precisamente nel dodicesimo canto dell'Inferno. È il guardiano del Cerchio dei violenti ed è qui che Dante e Virgilio lo incontrano. Nonostante tenti inizialmente di sbarrare loro la strada, Virgilio riesce ad allontanarlo, e allora il Minotauro comincia a divincolarsi qua e là come un toro.
Allegoricamente, il Minotauro è posto a guardia del girone dei violenti, perché nel mito greco esso simboleggia proprio la parte istintiva e bestiale della mente umana, quella che ci accomuna agli animali (la «matta bestialità») e ci rende inconsapevoli. I violenti sono proprio quei peccatori che hanno peccato cedendo all'istinto e non hanno seguito la ragione. Per la teologia cristiana rappresenta un grave peccato, perché mentre agli animali non si può dare alcuna colpa, perché fanno ciò che è necessario per sopravvivere e nulla più, l'uomo dovrebbe usare la ragione per non compiere atti di pura crudeltà. La scena di Virgilio che vince il Minotauro rappresenta allegoricamente il trionfo della ragione sull'istinto.
Nella Divina Commedia è presente inoltre un accenno a Pasifae, madre del Minotauro, nel ventiseiesimo canto del Purgatorio, dedicato al vizio dei lussuriosi. Pasifae vi è citata due volte, come emblema dell'animalità del peccato di lussuria: Dante la definisce con eloquente sintesi "colei / che s'imbestiò ne le 'mbestiate schegge".